# Stamford (Lincolnshire)
Stamford is een civil parish in het bestuurlijke gebied South Kesteven, in het Engelse graafschap Lincolnshire. De plaats telde in 2001 21.800 inwoners.
Bezienswaardig is het nabijgelegen Burghley House.

## Naam
De naam Stamford (vroegelijk Stanford) betekent 'stenen voorde', ofwel 'met behulp van stenen aangelegde doorwaadbare plaats'. De Romeinen legde een belangrijke weg aan tussen Londen en Lincoln die met gebruikmaking van een voorde hier de rivier Welland kruiste.

## Geboren
- David Burghley (1905-1981), politicus en atleet
- John George Haigh (1909-1949), seriemoordenaar
- Colin Dexter (1930-2017), schrijver
- David Jackson (1947), saxofonist, fluitist en componist (Van der Graaf Generator, Peter Hammill, Peter Gabriel...)
- Colin Furze, YouTuber (1979)
- Nicola Roberts (1985), zangeres (Girls Aloud)